# Église Saint-Valéry de Saint-Vallier
Pour les articles homonymes, voir Église Saint-Valère.
L'église Saint-Valère est une église située sur le territoire de la commune de Saint-Vallier dans le département français de la Drôme et la région Rhône-Alpes.

## Architecture
L'église primitive, datant du XIIe siècle, est de style romano-byzantin.
L'abside et le chœur, du XVIe siècle est de style gothique ogival et abrite la chapelle funéraire des Poitiers.
Le clocher a été construit au XVIIe siècle par les habitants.
La nouvelle travée a été construite au XVIIIe siècle en style néo-grec.
L'église fait l'objet d'une inscription au titre des monuments historiques depuis le 4 juillet 1972.